# Municipio de Manor (condado de Armstrong)
El municipio de Manor (en inglés: Manor Township) es un municipio ubicado en el condado de Armstrong, en el estado estadounidense de Pensilvania. En el año 2000 tenía una población de 4.231 habitantes y una densidad de 98.4 personas por km².

## Geografía
El municipio de Manor se encuentra ubicado en las coordenadas 40°45′52″N 79°30′24″O / 40.76444, -79.50667.

## Demografía
Según la Oficina del Censo en 2000 los ingresos medios por hogar en la localidad eran de $34,452 y los ingresos medios por familia eran $43,603. Los hombres tenían unos ingresos medios de $31,491 frente a los $22,668 para las mujeres. La renta per cápita para la localidad era de $18,789. Alrededor del 7,3% de la población estaban por debajo del umbral de pobreza.